# كلاي ستون بريغز
كلاي ستون بريغز (بالإنجليزية: Clay Stone Briggs)‏ هو قاضي ومحامي وسياسي أمريكي، ولد في 8 يناير 1876 في الولايات المتحدة، وتوفي في 29 أبريل 1933 بواشنطن العاصمة في الولايات المتحدة. حزبياً، نشط في الحزب الديمقراطي. انتخب عضو مجلس نواب تكساس وانتخب عضو مجلس النواب الأمريكي.